# Rudolf Serkin
Rudolf Serkin (Cheb, 28. ožujka 1903. – Guildford, 8. svibnja 1991.) bio je austrijski, pa američki pijanist ruskoga židovskog porijekla.

## Životopis

### Počeci
Rođen je u Chebu, u siromašnoj obitelji izbjegloga ruskog pjevača M. Sërkina (Sjorkina), koja se 1912. preselila u Beč.
Rano se pokazao njegov pijanistički talent, pa je kao »čudo od djeteta« debitirao kao solist s Bečkom filharmonijom 1915. izvevši Mendelssohnov Koncert za klavir i orkestar u g-molu op. 25. U to je doba učio klavir u Richarda Roberta a skladanje u Josepha Marxa i Arnolda Schönberga. Stoga se Serkin glazbeno formirao u duhu austrijske glazbene tradicije i prakse.

### Njemačka
Kao 17-godišnjak u Berlinu upoznao je Adolfa Buscha s kojim je ostvario prijateljsko i umjetničko jedinstvo. Nastupao je uz gudački Busch-Quartett (a kasnije je s njime i bratom Hermannom Buschom formirao Busch-Serkin-Trio).
Budući da je Busch od 1926. radio u Baselu, 1927. je i Serkin otišao za njim u Švicarsku, te su nastupali po Europi i kao duo. Zajedno su 1931. u Londonu za EMI, u njezinu studiju na adresi Abbey Road, snimili svoje od tada glasovite interpretacije Beethovenovih, Bachovih i Schubertovih djela.

### SAD
Serkina su, kao Židova, pogodili 1933. nacistički rasni zakoni, koji su židovskim umjetnicima zabranili javne nastupe. Doduše,  Hermann Göring je Serkinu ponudio povlašten položaj u odnos spram drugih Židova, ali je Serkin radije odabrao dragovoljno izgnanstvo. Otišao je i Adolf Busch, koji nije bio Židov.
Serkin se 1939. stalno naselio u Sjedinjenim Državama Amerike, gdje je već ranije nastupao:  1933. i 1934. bio je solist na Coolidgeovu Festivalu u Washingtonu uz pratnju Newyorške filharmonije pod ravnanjem Artura Toscaninija, također bjegunca pred fašizmom, a 1937. je održao svoj prvi solistički koncert u newyorškome Carnegie Hallu.
Nastupao je sve do 1988. Ostavio je za sobom niz izvrsnih snimaka glazbe za klavir, ponajprije Mozartove i Beethovenove. Osobito je na glasu izbor iz Mozartovih koncerata za klavir i orkestar uz London Symphony Orchestra, pod ravnanjem Claudija Abbada.

#### Pedagoški rad
Od 1939. predavao je glasovir na Curtis Instituteu u Philadelphiji dal 1939., gdje je bio i ravnatelj od 1968. do 1977.
Zahedno s Pablom Casalsom vodio je Marlboro Music School and Festival, nastavivši tako rad koji je započeo Adolf Busch utemeljivši Marlboro Music School nedugo prije svoje smrti, kako bi razvio interes za komornu glazbu u Sjedinjenim Državama Amerike.

### Obitelj
Otac je pijanista Petera Serkina.

### Kurioziteti
- Njemački naziv Cheba je Eger, pa se zbog homonimije stoga ponegdje pogrešno navodi da je Serkin rođen u madžarskom gradu Egeru.
- Serkin se 1920. doselio živjeti s obitelji Busch, gdje je bila i 3-godišnja sestra dvojice glazbenika Irene, s kojom se oženio 15 godina kasnije.

## Glavni snimci
- Bach : Brandenburški koncerti  uz Buschov komorni orkestar;
- Beethoven :
  - Sonate za klavir op.109 n.30, op.110 n.31, op.111 n.32. Listopadski koncert 1987. Konzerthaus u Beču. CD Deutsche Grammophon 427 498-2 (1989).
  - Sonata za klavir op.106, n. 29
  - Varijacije na Diabellijev valcer op. 120,
  - Koncert za klavir i orkestar n. 3, New York Philharmonic, dir. Leonard Bernstein;
- Brahms:
  - Kvarteti za klavir i gudače op. 25 i op. 26, Busch-Quartett;
  - Kvintet za klavir i gudače op. 34, Busch-Quartett;
  - Kvintet za klarinet i gudače op. 115, Reginald Kell i Busch-Quartett;
  - Prvi koncert za klavir i orkestar op. 15, Cleveland Orchestra, dir. George Szell;
- Mozart :
  - Koncert za klavir i orkestar K. 503, London Philharmonic Orchestra, dir. Claudio Abbado;

## Nagrade
Grammy Award za interprete komorne glazbe:
Mstislav Rostropovič i Rudolf Serkin, za Brahmsove sonate za violončelo i klavir u e-molu, op. 38 i u F-duru, op. 99.

## Poveznice
- Biografija  Arhivirana inačica izvorne stranice od 6. prosinca 2006. (Wayback Machine) (engleski)
- Biografija i diskografija (engleski)
- Biografija  Arhivirana inačica izvorne stranice od 18. veljače 2007. (Wayback Machine) (talijanski)
- Diskografija (SONY)  Arhivirana inačica izvorne stranice od 11. listopada 2007. (Wayback Machine)
- Portret, autor: Wolfgang Limpried (njemački)
- Članak (Die Zeit, 21. travnja 1978. Br. 17
- Nekrolog (New York Times, 10. svibnja 1991.) (engleski)